# Salvador Albert Schlaefer Berg
Salvador Albert Schlaefer Berg, OFM, (27 de julio de 1920 – 22 de octubre de 1993) fue un obispo católico nicaragüense de origen estadounidense.

## Biografía
Nació en Campbellsport, Wisconsin, Estados Unidos, Schlaefer fue ordenado sacerdote de la orden capuchina el 5 de junio de 1946.
Fue nombrado obispo titular de Flumenpiscene y obispo del Vicariato Apostólico de Bluefields, Nicaragua, el 25 de junio de 1970 y fue ordenado obispo el 12 de agosto de 1970, por el Nuncio apostólico monseñor Lorenzo Antonetti, Arzobispo Titular de Rusellae y sus Co-Cosangradores monseñor Miguel Obando y Bravo, Arzobispo de Managua y monseñor Clemente Carranza y López, Obispo de Estelí.
En diciembre de 1983 acompañó a más de mil mískitos que huyeron a Honduras durante la guerra civil de Nicaragua. El gobierno aseguró que Schlaefer había sido secuestrado por los contras, y que posteriormente fue asesinado por ellos, pero él mismo lo desmintió.
Falleció mientras aún ocupaba el cargo.